# Les Boucholeurs
Les Boucholeurs ist ein Ort in Frankreich, im Département Charente-Maritime der Region Nouvelle-Aquitaine, dessen regionale Zugehörigkeit zwischen den Gemeinden Châtelaillon-Plage und  Yves aufgeteilt ist.

## Geschichte
In der Nähe des heutigen Friedhofs von Les Boucholeurs wurde eine merowingische Nekropole entdeckt.
Im Ort sind noch einige alte landwirtschaftliche und für die Austernzucht genutzte Gebäude aus der Zeit vor dem 19. Jahrhundert zu sehen.
Der Orkan Xynthia verursachte im Februar 2010 große Schäden in Les Boucholeurs.

## Ortsname
Der Ortsname leitet sich vom französischen Begriff Bouchot („Muschelzaun“) ab.